# 南寧軍
南宁军，中国宋朝的行政区划——军。
北宋熙宁六年（1173年），改儋州设昌化軍，南宋端平（1234年—1236年）年间改名南寧軍，治所在义伦县（今海南省儋州市西北旧儋县）。辖境相当今海南省儋州市、昌江黎族自治县、东方市等市县地。下辖三县：宜伦县、昌化县、感恩县。元朝沿置。明朝洪武二年（1369年），又改南宁军为儋州。